# Reliant Van
Der  Reliant Van ist ein kleiner dreirädriger Lieferwagen, der von der Reliant Motor Company in Tamworth (England) von 1935 bis 1956 als erstes Kraftfahrzeug gebaut wurde.
Die Wagen hatten einen Leiterrahmen aus Rechteck-Stahlrohren, in den eine an Blattfedern aufgehängte, angetriebene Hinterachse eingehängt war. Vorne waren die beiden Längsträger nach oben gebogen und stützten sich auf ein einzelnes Vorderrad, das an einer von Raleigh übernommenen Parallelogrammgabel mit Tonnen-Schraubenfeder aufgehängt war. Dieses Vorderrad wurde über ein Lenkrad gelenkt.
Der erste Van hatte einen wassergekühlten J.A.P.-V2-Motor eingebaut, der über ein Dreiganggetriebe und eine kurze Kardanwelle das Differenzial der Hinterachse antrieb. Die Drahtspeichenräder waren mit mechanisch betätigten Halbnabenbremsen ausgestattet. Ab 1937 wurde anstatt des V2-Motors der Motor und das Getriebe des Austin Seven eingesetzt. Der seitengesteuerte Vierzylinder-Reihenmotor mit 747 cm³ entwickelte 12 bhp (8,8 kW). Ab 1939 lieferte Austin keine Motoren mehr an Reliant, sodass Reliant auf Basis dieses Motors einen eigenen Motor und ein eigenes Getriebe entwickelte. Dieser Motor mit gleichem Hubraum leistete schließlich bis zu 17 bhp (12,5 kW).
Die ersten Wagen hatten noch einen offenen Führerstand und eine Holzpritsche. Die ursprüngliche Idee des Reliant-Gründers Tom Williams, den Kunden eine wettergeschützte Transportmöglichkeit für ihre Lasten zu bieten, wurde aber ab 1937 durch geschlossene Aufbauten mit Eichengerippe und Aluminiumblechbeplankung realisiert. Es gab weiterhin Pritschenwagen, aber mit geschlossenem, 2-türigen Führerhaus, aber auch geschlossene Lieferwagen, sowie Sonderaufbauten nach Kundenwunsch.
Von 1935 bis 1939 wurden Fahrzeuge mit 7 cwt (350 kg) Nutzlast gebaut, 1936 kam der größere 10 cwt (500 kg Nutzlast) dazu. 1938 boten die Nachfolger 8 cwt (400 kg), oder 12 cwt (600 kg) Nutzlast. 1940 musste die Produktion kriegsbedingt eingestellt werden.
1946 wurde zunächst der kleine 8 cwt und ab dem Folgejahr der 12 cwt wieder hergestellt. Jeder dieser Vans wurde drei Jahre lang gebaut. 1950 wurde dann der Nachfolger Regent präsentiert. Als Ergänzung zum Regent wurde als kleinster Van der 5 cwt (250 kg Nutzlast) noch bis 1956 gebaut.
Vom 7 cwt entstanden 171 Exemplare, vom 10 cwt waren es 523 Stück. Die Nachfolger 8 cwt und 12 cwt brachten es auf 1449 Stück, bzw. 491 Stück. Der kleine 5 cwt wurde 1023 mal gebaut.